# Операция «Рельсовая война»
Операция «Рельсовая война» — кодовое наименование операции советских партизан, проводившейся с 3 августа по 15 сентября 1943 года на оккупированной территории РСФСР, БССР и части УССР в рамках рельсовой войны.

## Цель операции
Оказать помощь Советской Армии в завершении разгрома немецких войск в Курской битве 1943 года и развитии общего наступления, через затруднение доставки грузов для укрепления обороны немцев и отвлечение сил немцев для охраны железнодорожных путей.

## Подготовка операции
Центральный штаб партизанского движения привлёк к выполнению операции белорусских, ленинградских, калининских, смоленских, орловских и часть украинских партизан (всего 167 бригад и отдельных отрядов).
Центральный штаб партизанского движения ошибочно предполагал, что противник испытывает недостаток рельсов, хотя в реальности у немцев был излишек рельсов.
14 июля Ставкой ВГК был отдан приказ на проведение операции. Местные штабы партизанских движений и их представительства на фронтах определили участки и объекты действий каждому партизанскому формированию. Партизаны обеспечивались взрывчаткой и минно-подрывной техникой, к ним были посланы инструкторы-подрывники. Только в июне 1943 года на партизанские базы заброшено 150 тонн толовых шашек специального профиля, 156 тысяч метров огнепроводного шнура, 28 тысяч метров пенькового фитиля, 595 тысяч капсюлей-детонаторов, а также оружие и боеприпасы. Активно велась разведка железнодорожных коммуникаций.

## Ход операции
За первую ночь операции было взорвано 42 тысячи рельсов. Действия, в которых участвовало около 100 тысяч партизан, развернулись в тыловых районах групп армий «Центр» и «Север» (протяжённость по фронту около 1000 километров, в глубину 750 километров). Одновременно вели активные боевые действия украинские партизаны в тылу группы армий «Юг». Немецкое командование в течение некоторого времени не могло организовать противодействия партизанам.

## Результаты операции
В ходе операции было подорвано около 215 тысяч рельсов, уничтожено значительное количество эшелонов (только белорусскими партизанами — 836 эшелонов и 3 бронепоезда), взорваны мосты и станционные сооружения. Особо значительные разрушения произведены на участках Полоцк — Молодечно, Минск — Бобруйск, Лунинец — Калинковичи и Могилёв — Жлобин. К осени оперативные перевозки противника сократились на 40 процентов. На некоторых железных дорогах движение было задержано на 3—15 суток, а магистрали Могилёв — Кричев, Полоцк — Двинск, Могилёв — Жлобин не работали весь август. Для восстановления разрушенных железнодорожных путей противник был вынужден превратить двухпутные участки в однопутные, сварить подорванные рельсы, разобрать отдельные участки, доставить из Польши и Германии недостающие рельсы, что ещё больше увеличило напряжённость перевозок. Немецкое командование было вынуждено использовать для подвоза рельсов 5000 платформ и сотни локомотивов, привлечь к охране железных дорог дополнительные силы. Операция значительно затруднила перегруппировки и снабжение отступающих войск противника.